# Пайкан (футбольний клуб)
Футбольний клуб Пайкан або просто «Пайкан» (перс. باشگاه فوتبال پيکان‎‎) — професіональний іранський футбольний клуб з міста Кодс. Головним спонсором команди виступає автомобільний завод Iran Khodro, а сам клуб названий на честь одного з найстаріших товарів, який виробив завод, машини Пайкан. Крім футбольної секції у клубі також функціонують й баскетбольна та волейбольні команди.

## Історія

### Заснування
Клуб було засновано в 1967 році Махмудом Хаямі за фінансової підтримки заводу Iran Khodro. Основна мета створення клубу полягала в рекламі продукції заводу та покращення репутації заводу. Фінансові можливоті клубу дозволили йому залучити до складу таких відомих гравців того часу як Алі Парвін, Маджид Халваеї та Амір Абедіні, а також деяких інших гравців Персеполісу. В 1969 році команда стала переможцем Чемпіонату міста Тегеран і перед клубом, здавалося, відкривалися нові перспективи. Але в 1970 році команду було розпущено через серйозні непорозуміння між гравцями та керівництвом клубу. Більшість цих гравців повернулося до Персеполісу.

### Відродження Пайкану
В 1980-их роках клуб продовжив функціонування секціями баскетболу, гандболу та волейболу, але без футбольної секції. Пайкан не мав своєї футбольної команди до 2000 року, коли клуб отримав змогу придбати акції «Бахману» для участі в вищому дивізіоні національного чемпіонату. У сезоні 2000/01 року команда розпочала виступи в Лізі Азадеган з гравцями попереднього клубу, але з новим тренерському штабі.
Серед інших іранських футбольних клубів, команда відома як один з найкращих клубів по управлінню об'єктами інфраструктури та з менеджментом. Команда показувала доволі скромні результату, тому клуб покинув Іранську Про Лігу по завершенню сезону 2004/05 років. В сезоні 2006/07 років команда повернулася до ІПЛ, посіла досить високе 7-ме місце та продемонструвала моливість конкурувати на найвищому рівні.

#### Переїзд до Казвіну
У 2008 році «Пайкан» переїхав до міста Казвін через те, що в Тегерані була величезна кількість команд з дуже низькою відвідуваністю матчів. Команда добре розпочала сезон, але його завершила провально. Під час останніх турів національного чемпіонату сезону 2008/09 років клуб змінив головного тренера, і, зрештою, завершив чемпіонат в середині турнірної таблиці. Незважаючи на те, що сезон 2009/10 років «Пайкан» завершив у верхній частині турнірної таблиці, президент клубу вирішує звільнити Хаміда Деракшана й призначити новим головним тренером команди Мохаммада Ахмадзаде. За підсумками сезону 2010/11 років «Пайкан» вилетів з вищого дивізіону, але вже в наступному забезпечив собі місце в іранській Про Лізі на сезон 2012/13 років.

#### Тегеран та Кодс
«Пайкан» повернувся до Тегерану й розпочав виступати на нещодавно відновленому стадіоні «Тахті». В квітня 2013 року клуб знову вилетів до Ліги Азадеган. Напередодні старту в сезоні 2013/14 років у Лізі Азадеган «Пайкан» знову переїхав, цього разу до міста Кодс. За підсумками сезону 2013/14  років клуб посів друге місце в Лізі Азадеган та здобув шанс повернутися до іранської Про Ліги. «Пайкан» переміг «Сіах Джамеган» з ідсумковим рахунком 3:1 та здобув право зіграти в плей-оф за право підвищитися в класі з представником іранської Про Ліги «Фейр Сепасі». Перший матч у Ширазі завершився нульовою нічиєю. Але в матчі-відповіді, який проходив у Кодсі, «Пайкан» здобув мінімальну перемогу з рахунком 1:0, завдяки голу на 65-ій хвилині матчу. Після прекрасної підтримки від жителів міста Кодс, «Пайкан» оголосив, що свої домашні поєдинки в іранській Гульф Про Лізі сезону 2014/15 років він буде проводити саме в цьому місті. Але це не допомогло команді, оскільки по завершенні сезону 2014/15 років вона посіла 15-те місце та знову вилетіла до нижчого дивізіону.
За підсумками сезону 2015/16 років «Пайкан» став переможцем Ліги Азадеган й автоматично потрапив до іранської Гульф Про Ліги.

## Досягнення
- Ліга Азадеган
  -  Чемпіон (1): 2011/12, 2015/16
  -  Срібний призер (2): 2005/06, 2013/14

- Кубок Дружби
  -  Володар (1): 1970

- Футбольна ліга Тегерану
  -  Чемпіон (1): 1968/69

## Статистика виступів у національних турнірах
| Рік     | Дивізіон                | Міс.  | Кубок Хазфі  | Примітки   |
| 2001/02 | ІПЛ                     | 7-ме  | 1/2 фіналу   |            |
| 2002/03 | ІПЛ                     | 5-те  | 1/4 фіналу   |            |
| 2003/04 | ІПЛ                     | 7-ме  |              |            |
| 2004/05 | ІПЛ                     | 15-те | 1/4 фіналу   | Вибування  |
| 2005/06 | Ліга Азадеган           | 2-ге  |              | Підвищення |
| 2006/07 | Кубок Гульф Ірану       | 7-ме  | 1/4 фіналу   |            |
| 2007/08 | Кубок Гульф Ірану       | 7-ме  | 1/8 фіналу   |            |
| 2008/09 | Кубок Гульф Ірану       | 8-ме  | 1/16 фіналу  |            |
| 2009/10 | Кубок Гульф Ірану       | 11-те | 1/16 фіналу  |            |
| 2010/11 | Кубок Гульф Ірану       | 17-те | 1/16 фіналу  | Вибування  |
| 2011/12 | Ліга Азадеган           | 1-ше  | Третій раунд | Підвищення |
| 2012/13 | Кубок Гульф Ірану       | 17-те | 1/16 фіналу  | Вибування  |
| 2013/14 | Ліга Азадеган           | 2-ге  | Третій Раунд | Підвищення |
| 2014/15 | Іранська Гульф Про Ліга | 15-те | 1/8 фіналу   | Вибування  |
| 2015/16 | Ліга Азадеган           | 1-ше  | Третій раунд | Підвищення |

## Відвідуваність
| Сезон   | Сер. відвідуваність | Сер. відвідуваність |
| ------- | ------------------- | ------------------- |
| 2016/17 | 2,987               |                     |

## Спонсори

### Офіційні спонсори
Напередодні початку сезону 2007/08 років було оголошено, що офіційним спонсором клубу стане ISACO [Архівовано 22 жовтня 2013 у Wayback Machine.].

### Постачальники форми
- 2008/09: Majid
- 2009/10: Daei
- 2011/12: Umbro[1]

## Склад команди
Станом на 1 липня 2016 року
| №  | Поз. | Нац. | Гравець                         |
| -- | ---- | ---- | ------------------------------- |
| 1  | ВР   | Іран | Рахман Ахмаді                   |
| 2  | ПЗ   | Іран | Мехді Ширі                      |
| 4  | ЗХ   | Іран | Амір Хоссейн Садеґі             |
| 5  | ЗХ   | Іран | Сіаваш Яздані                   |
| 6  | ПЗ   | Іран | Амір Хоссейн Амірі U-23         |
| 7  | ПЗ   | Іран | Мохаммад Садег Барані (капітан) |
| 8  | ПЗ   | Іран | Сіамак Нематі U-23              |
| 9  | НП   | Іран | Араш Борхані                    |
| 10 | ПЗ   | Іран | Бохадор Абді                    |
| 11 | НП   | Іран | Фараз Еммалі U-21               |
| 12 | ВР   | Іран | Паям Ніазванд U-21              |
| 13 | НП   | Іран | Алі Аббасі                      |
| 14 | ПЗ   | Іран | Махан Рахмані U-21              |

| №  | Поз. | Нац.     | Гравець               |
| -- | ---- | -------- | --------------------- |
| 16 | ЗХ   | Іран     | Арман Гасемі          |
| 17 | ЗХ   | Іран     | Шахріяр Моганлу U-23  |
| 18 | ЗХ   | Іран     | Меді Хоссейнзаде U-21 |
| 19 | НП   | Іран     | Пейман Ранджбарі      |
| 20 | ЗХ   | Вірменія | Левон Айрапетян       |
| 22 | ЗХ   | Іран     | Амір Хоссейн Баят     |
| 23 | ПЗ   | Іран     | Абулфазл Ібрахімі     |
| 31 | ВР   | Іран     | Хожжат Седгі U-23     |
| 37 | ПЗ   | Іран     | Мехді Фейзабаді       |
| 40 | ЗХ   | Іран     | Алі Хамуді            |
| 77 | ПЗ   | Іран     | Сажжат Ашурі          |
| 90 | НП   | Нігерія  | Годвін Менша          |
| 99 | НП   | Іран     | Мортеза Агахан U-23   |

## Відомі гравці
- Аліреза Аббасфард
- Мортеза Агахан
- Мілад Ахмадян
- Амір Хоссейн Амірі
- Мосен Арзані
- Джахангір Асгарі
- Хоссейн Ашена
- Амір Хоссейн Асланян
- Руолла Атаеї
- Насер Азаркейван
- Мортеза Азіз-Мохаммаді
- Алі Багміше
- Мохаммад Садег Барані
- Мосен Баятінія
- Казім Борджлу
- Бахман Даббаг
- Саеїд Дагігі
- Шахріяр Дастан
- Хамідреза Дівсалар
- Фарраз Імамалі
- Хассан Ісламі
- Мілад Фарахані
- Сажжат Фейзолахі
- Садег Гашні
- Арман Гасемі
- Алі Голам
- Масуд Голямалізад
- Мохаммад Голамін
- Алі Горбані
- Ісмаїл Халалі
- Навід Хош Хава
- Хамід Хедаяті
- Іман Хейдарі
- Хосро Хейдарі
- Вахід Хейдаріє
- Масуд Хомамі
- Хоссейн Хоссейні
- Хоссейн Калані
- Хоссейн Карімі
- Мортеза Каши
- Хамід Каземі
- Мілад Кермані
- Мадид Ходабанделу
- Мохаммад Реза Хорсанднія
- Мейсам Хорсаві
- Саеїд Лотфі
- Роберт Маркосі
- Ахмад Мехдізаде
- Мохаммад Хоссейн Мемар
- Місаг Мемарзаде
- Масуд Мікаейлі
- Амір Мірбозоргі
- Мобін Мірбозоргі
- Ібрахім Мірзапур
- Алі Асгар Модір Руста
- Шахріяр Моганлу
- Аліреза Мохаммад
- Баба Мохаммаді
- Мехді Мохаммаді
- Мохаммад Мохаммаді
- Реза Мохаммаді
- Хакім Нассарі
- Сіамак Нематі
- Мехді Нурі
- Мохаммад Носраті
- Джалал Омідан
- Алімірза Остоварі
- Мохаммад Парвін
- Афшин Пейровані
- Мехрдад Пуладі
- Ерфан Пурафзар
- Казем Рахімі
- Пейман Ранджбарі
- Іман Разагхірад
- Мейсам Резапур
- Хассан Рудбарян
- Мехді Салехпур
- Алі Салмані
- Мехді Сеєд-Салехі
- Мехраб Шахрукі
- Реза Шахруді
- Мостафа Шодаеї
- Бахман Тахмасебі
- Мохаммад Реза Тахмасебі
- Мехді Таджик
- Мехді Ваезі
- Емір Вазірі
- Шахаб Ямпі
- Бехшад Яварзаде
- Даріуш Яздані
- Сайваш Яздані
- Мердад Єганех
- Масіх Захеді
- Мілад Зенеєдпур
- Моджтаба Зареї
- Мігель Баррето
- Крістіан Карвалью
- Ернандеш Торетта Жуніур
- Марселу ді Фарія
- Альтамір Ейтур Мартінш
- Луїш Карлуш Гуедуш Стукаш
- Григор Меліксетян
- Ронні Кокель
- Жак-Орельєн Елонг-Елонг
- Гільйом Н'Кендо
- Ібрагіма Туре
- Золтан Харшаньї
- Ойбек Киличев

## Відомі президенти
- Надер Шахсаварі (1970–2005)
- Хоссейн Кафамі (2005–2006)
- Ібрахім Санаеї (2006–2007)
- Мостафа Кархане (2007–2008)
- Мохаммад-Реза Даварзані (2008)
- Камран Сахібпана (2008–)

## Відомі тренери
| - Алан Роджерс (1969–70) - Хамід Алідусті (2000–02) - Біджан Зольфагарнасаб (2002–03) - Хомаюн Шарукі (2003–04) - Мохаммад Маєлі Кохан (2004–05) - Фархад Каземі (2005–06) - Самвел Дарбінян (2006–08) - Алі Асгар Моділ Руста (2008–09) - Хамід Деракшан (2009–10) - Мохаммад Ахмадзаде (2010) | - Хамід Алідусті (2010–11) - Мохаммад Хоссейн Зіаеї (2011) - Фархад Каземі (2011–12) - Абдоллах Вейсі (2012–13) - Фіруз Карімі (2013) - Фархад Каземі (2013–14) - Мансур Ібрахімзаде (2014) - Самад Марфаві (2014–15) - Аліреза Марзбан (2015–16) - Маджид Джалалі (2016– ) |